# Буремские
Буремские — угасший в начале XVII века русско-литовский княжеский род герба «Погоня» из числа Гедиминовичей. Ветвь князей Курцевичей.

## Происхождение
Происходит от князя Михаила Константиновича Курцевича, наместника владимирского (1446—1451), который получил в 1452 году королевский привилей на Буремль и несколько других селений в Дубенском повете на Волыни, входивших в состав Буремльского княжества.
У Михаила Курцевича было двое сыновей: Фёдор и Василий. Фёдор Михайлович, князь липовецкий и буремский, обычно считается родоначальником рода князей Буремских. Его брат Василий Михайлович продолжил линию князей Курцевичей. Согласно ряду польских историков, князья Курцевичи-Буремские вели своё происхождение от князя подольского Константина Кориатовича, сына Кориата-Михаила и внука великого князя литовского Гедимина.
Род угас в 1610 году со смертью 19-летнего князя Андрея Андреевича Буремского.

## Представители рода
- Фёдор Михайлович Курцевич-Буремский (ум. после 1464)
- Лев Фёдорович Курцевич-Буремский (ум. после 1528)
- Александр Фёдорович Курцевич-Буремский (ум. ок. 1527)
- Дмитрий Александрович Курцевич-Буремский (ум. ок. 1570)
- Иван Дмитриевич Курцевич-Буремский (ум. 1568)
- Александр Дмитриевич Курцевич-Буремский (ум. ок. 1570)
- Андрей Александрович Курцевич-Буремский (ум. 1592)
- Андрей Андреевич Курцевич-Буремский (ум. 1610)